# Lijst van gemeenten van Mexico-Stad
Mexico-Stad (Ciudad de México) bestaat uit 16 gemeenten (alcaldías).

## Overzicht gemeenten van Mexico-Stad
| 1                                                                          | Álvaro Obregón        | 749.982   | 93,67 km²    | 7.999  |
| 2                                                                          | Azcapotzalco          | 400.161   | 34,51 km²    | 11.596 |
| 3                                                                          | Benito Juárez         | 417.416   | 26,28 km²    | 15.883 |
| 4                                                                          | Coyoacán              | 608.479   | 59,19 km²    | 10.280 |
| 5                                                                          | Cuajimalpa de Morelos | 199.224   | 72,88 km²    | 2.734  |
| 6                                                                          | Cuauhtémoc            | 532.553   | 32,09 km²    | 16.596 |
| 7                                                                          | Gustavo A. Madero     | 1.164.477 | 91,46 km²    | 12.732 |
| 8                                                                          | Iztacalco             | 390.348   | 21,84 km²    | 17.873 |
| 9                                                                          | Iztapalapa            | 1.827.868 | 124,46 km²   | 14.686 |
| 10                                                                         | Magdalena Contreras   | 243.886   | 62,19 km²    | 3.922  |
| 11                                                                         | Miguel Hidalgo        | 364.439   | 46,02 km²    | 7.919  |
| 12                                                                         | Milpa Alta            | 137.927   | 268,63 km²   | 513    |
| 13                                                                         | Tláhuac               | 361.593   | 88,44 km²    | 4.089  |
| 14                                                                         | Tlalpan               | 677.104   | 309,72 km²   | 2.186  |
| 15                                                                         | Venustiano Carranza   | 427.263   | 33,07 km²    | 12.920 |
| 16                                                                         | Xochimilco            | 415.933   | 134,58 km²   | 3.091  |
| Totaal                                                                     | Mexico-Stad           | 8.918.653 | 1.499,03 km² | 5.949  |
| Bron: Nationaal Instituut voor Statistiek, Geografie en Informatica (2015) |                       |           |              |        |

| Kaart                     |
| ------------------------- |
| Regio's van Peru          |
| Gemeenten van Mexico-Stad |